# Oligo-élément
 (septembre 2014).
Un oligo-élément est un élément nécessaire à la vie d'un organisme, mais en quantité très faible, inférieure à 1 ppm (1 mg par kilogramme de poids corporel), souvent issu d'un sel minéral.
Les oligo-éléments peuvent présenter une toxicité pour l'organisme lorsqu'ils sont présents à des taux trop élevés. L'effet d'un oligo-élément dépend de la dose d'apport. Lorsque l'oligo-élément est dit essentiel, une carence ou au contraire un apport excessif peuvent entraîner des troubles sérieux.

## Définition
Le terme est introduit par le chimiste Gabriel Bertrand, dont les travaux au début du XXe siècle montrent l'action de ces éléments sur les sols, les plantes et les animaux, et dont les besoins en quantités infimes les distinguent des « éléments majeurs » ou « macro-éléments ».
Les oligo-éléments essentiels répondent aux critères suivants :
- être présents à une concentration relativement constante dans les tissus d'un organisme ;
- provoquer, par leur absence ou leur retrait, des anomalies structurelles et physiologiques proches, et ce de façon similaire dans plusieurs espèces, anomalies prévenues ou guéries par l'apport du seul élément.

## Classification des oligo-éléments

### Chez l'humain
D'un point de vue nutritionnel, il est possible de distinguer deux types d'oligo-éléments selon le risque de carence :
- oligo-éléments essentiels à risque de carence démontré[réf. souhaitée] : iode, fer, cuivre, zinc, sélénium, chrome, molybdène, bore ;
- oligo-éléments essentiels à risque de carence faible ou non prouvé[réf. souhaitée] chez l'être humain : manganèse, silicium, vanadium, nickel, étain, arsenic.

À l'inverse, certains oligo-éléments sont toxiques à hautes doses. D'autres ne le sont pas vraiment, mais peuvent être à l'origine de déséquilibres entre les éléments : un excès de zinc entraîne par exemple une carence en cuivre.
| H  |    |    |    |    |    |    |    |    |    |    |    |    |    |    |    |    |    | He |
| Li | Be |    |    |    |    |    |    |    |    |    |    |    | B  | C  | N  | O  | F  | Ne |
| Na | Mg |    |    |    |    |    |    |    |    |    |    |    | Al | Si | P  | S  | Cl | Ar |
| K  | Ca | Sc |    | Ti | V  | Cr | Mn | Fe | Co | Ni | Cu | Zn | Ga | Ge | As | Se | Br | Kr |
| Rb | Sr | Y  |    | Zr | Nb | Mo | Tc | Ru | Rh | Pd | Ag | Cd | In | Sn | Sb | Te | I  | Xe |
| Cs | Ba | La | *  | Hf | Ta | W  | Re | Os | Ir | Pt | Au | Hg | Tl | Pb | Bi | Po | At | Rn |
| Fr | Ra | Ac | ** | Rf | Db | Sg | Bh | Hs | Mt | Ds | Rg | Cn | Nh | Fl | Mc | Lv | Ts | Og |
|    |    |    |    |    |    |    |    |    |    |    |    |    |    |    |    |    |    |    |
|    |    |    | *  | Ce | Pr | Nd | Pm | Sm | Eu | Gd | Tb | Dy | Ho | Er | Tm | Yb | Lu |    |
|    |    |    | ** | Th | Pa | U  | Np | Pu | Am | Cm | Bk | Cf | Es | Fm | Md | No | Lr |    |

| - Les quatre principaux éléments essentiels - Autres macroéléments essentiels - Éléments traces essentiels (microélément et oligoélément) - Éléments jugés essentiels par les États-Unis et non par l'Union européenne - Action biologique suggérée - Preuves limitées d'action biologique chez les mammifères - Aucune preuve d'action biologique chez les mammifères, mais essentiel chez d'autres animaux. (Dans le cas du lanthane, les preuves embryonnaires d'essentialité restent difficilement applicables car les autres éléments des lanthanides (Ce, Pr, Nd, Sm, Eu, Gd) sont chimiquement très similaires.) |

Oligoéléments (représentant moins de 0,01%)
Chrome (Cr), cobalt (Co), cuivre (Cu), étain (Sn), fluor (F), manganèse (Mn), molybdène (Mo), sélénium (Se), silicium (Si), vanadium (V), zinc (Zn).
Ils entrent dans la composition d'enzymes ou de coenzymes, ou sont nécessaires à leur activation.

### Chez les végétaux
Pour les végétaux, les principaux oligo-éléments sont, par ordre alphabétique : le bore, le cuivre, le fer, le manganèse, le molybdène et le zinc.
Pour avoir une idée des quantités nécessaires aux plantes : un hectare de vigne absorbe, par an (en moyenne et environ), 200 grammes de bore, 180 grammes de cuivre, 600 grammes de fer, 300 grammes de manganèse, 4 grammes de molybdène, et 250 grammes de zinc. Par comparaison, il faudra 80 000 grammes (80 kg) de potasse (K2O) ou de calcium[réf. souhaitée].

## Mode d'action

### Liaison métal/protéine
Les oligoéléments sont généralement sous forme ionique, dissous dans les liquides organiques ou liés à des protéines de transport ou de stockage, comme la transferrine ou la ferritine pour les ions du fer. Dans le cas du fer, la concentration plasmatique du fer libre est très faible.
Certains oligoéléments participent à la structure de protéines, dites métalloprotéines. D'autres sont liés de façon transitoire par des liaisons ioniques avec les groupements négatifs des chaines latérales des acides aminés.

### Fonctions

#### Cofacteurs enzymatiques et agent de liaison
Les ions métalliques participent de façon active au fonctionnement d'enzymes dans tous les êtres vivants, en participant souvent à des coenzymes : c'est le cas du fer II ou III dans les cytochromes, du Cobalt dans la cobalamine… Ils sont alors indispensables au fonctionnement : le fer II ou III réalise les réactions rédox. Dans d'autres cas, l'ion métallique est lié aux acides aminés de l'enzyme et participe activement au fonctionnement de l'enzyme comme dans cas du zinc Zn2+.
Dans l'hémoglobine, le fer II sert d'agent de liaison au dioxygène. Chez les arthropodes, le cuivre I ou II de l'hémocyanine permet la liaison.

#### Hormones
Certains oligo-éléments interviennent directement dans le signal hormonal, que ce soit en participant à la structure moléculaire de l'hormone (comme l'iode et les hormones thyroïdiennes) ou à sa conformation spatiale (comme le zinc et l'insuline), ou encore en agissant au niveau du récepteur hormonal ????. Ils peuvent alors faciliter ou au contraire inhiber la reconnaissance de l'hormone par son récepteur.

#### Système immunitaire
Chez l'humain, certains oligo-éléments participent au bon fonctionnement du système immunitaire, par une action sur les enzymes, mais aussi par une interaction avec des molécules de l'expression et de la transformation des cellules lymphoïdes. Ils peuvent également concourir à la lutte contre les radicaux libres de l'oxygène, potentiellement toxiques.

#### Rôle structural
Bien que n'entrant dans la composition corporelle que dans une faible proportion, les oligo-éléments peuvent renforcer la solidité de certains tissus. C'est le cas notamment du fluor dans l'hydroxyapatite du tissu osseux et dentaire.

## Métabolisme chez l'humain

### Absorption
L'absorption est l'étape d'assimilation des nutriments lors de la digestion. Dans le cas des oligo-éléments, elle se révèle complexe, en raison de la diversité de leurs formes d'apport, sels minéraux ou complexes organiques : métalloprotéines, organométalliques, acides aminés, vitamines… et est spécifique à chaque oligoélément. Voir l'exemple de la vitamine B12 ou cobalamine.
Le transport, à travers la muqueuse de l'intestin grêle, peut aussi bien être actif que passif, par transporteur protéique ou par un transporteur de molécules organiques. Le métal peut être substitué à un composant du transporteur (à la place d'un acide aminé, par exemple), mais aussi complexé à son transporteur. L'oligo-élément peut également être stocké dans la cellule intestinale où des protéines de transport peu spécifique le prendront en charge.

### Transport sanguin
Les oligo-éléments sont liés à divers transporteurs :
- protéines aspécifiques, comme l'albumine, capable de transporter de nombreux types de molécules ;
- protéines spécifiques à chaque oligo-élément, ex. : transferrine et fer…

### Stockage
Des réserves d'oligo-éléments existent, principalement au niveau du foie. Au niveau des tissus, les oligo-éléments peuvent se fixer à des protéines de stockage spécifiques (ferritine et fer…), mais aussi à des protéines non spécifiques comme les métallothionéines, dont les nombreux radicaux thiols sont capables de retenir de nombreux métaux grâce à leur forte teneur en cystéine.

### Excrétion
De nombreux tissus de l'organisme humain sont aptes à excréter les métaux, qu'il s'agisse de la peau, des poumons, des intestins, ou du rein et du foie. Ce sont toutefois ces deux derniers organes qui effectuent la quasi-totalité de cette excrétion. Chaque tissu n'est capable d'excréter que certains types d'oligo-éléments :
- excrétion majoritairement biliaire : cuivre, fer, manganèse, nickel, strontium, vanadium, qui possèdent ainsi un cycle entérohépatique (excrétion biliaire et réabsorption dans le duodénum)  l'excédent étant éliminé par les selles.
- excrétion majoritairement urinaire : chrome, cobalt, sélénium, molybdène, prépondérante pour les métaux éliminés sous forme séquestrée (comme le cobalt dans la vitamine B12) ou anionique (comme le molybdate) ;
- excrétion majoritairement sudorale : chrome, cuivre, zinc, sélénium, strontium.

### Homéostasie
L'homéostasie est assurée par la régulation de leur taux par absorption intestinale ou excrétion biliaire et urinaire.
Dans le génome le mécanisme régulant le métabolisme des oligo-éléments est l'induction des protéines de stockage intracellulaire.

#### Régulation de l'absorption intestinale
La régulation de l'absorption se fait principalement par l'induction de protéines de stockage intracellulaires. Un excès d'apport induira ainsi le gène de ces protéines, alors produites en plus grande quantité. Ces protéines de stockage vont fixer le métal en excès à l'intérieur de l'entérocyte, l'empêchant de traverser la cellule afin de gagner le flot sanguin. Les cellules intestinales composant un épithélium à renouvellement rapide, elles desquameront rapidement dans la lumière digestive, entraînant avec elles l'excès de métal fixé.
Ce mécanisme possède toutefois certaines limites. Tout d'abord, il se dégrade de manière physiologique avec le vieillissement de l'individu. Ensuite, les métalloprotéines étant aspécifiques, elles peuvent aussi bien fixer des métaux toxiques ou en excès que des métaux utiles. Un apport excessif de zinc entraîne ainsi une synthèse accrue de métallothionéines, et par là une fixation plus importante de métaux tels que le cuivre, qui seront donc moins bien absorbés. Dans le cas du zinc et du cuivre, ce phénomène pourra induire des anémies par carence en cuivre.

#### Régulation du stockage
La synthèse des protéines de stockage spécifiques est régulée par rétrocontrôle, permettant ainsi le contrôle des taux d'oligo-éléments sériques. Certaines maladies génétiques vont être responsables d'un dérèglement de ce stockage, entraînant des maladies de surcharge comme la maladie de Wilson ou l'hémochromatose génétique.